# 11169 Alkon
11169 Alkon este o planetă minoră (asteroid), cu un diametru de 4,192 km, din centura de asteroizi. A fost descoperită pe 20 martie 1998 la Experimental Test Site⁠(d) de Lincoln Near-Earth Asteroid Research. 
Obiectul prezintă o orbită caracterizată de o semiaxă mare de 2,4571167 UAi, o excentricitate de 0,192, o înclinație de 3,777 ° în raport cu ecliptica.